# 瀬居八十八箇所
瀬居八十八箇所（せいはちじゅうはっかしょ）は、 四国八十八箇所の縮小版である島四国のひとつ。一般的には「瀬居八十八ヶ所」と表記される。瀬居八十八箇所霊場、瀬居八十八箇所札所、瀬居島の八十八箇所ともいわれる。
瀬居八十八箇所は、日本で最初の国立公園である瀬戸内海国立公園のほぼ中央ゾーンに位置し、風光明媚なことでも知られる。町内の八十八箇所を全部回るのに要する時間は、多くて数時間、若者たちであれば3時間前後の短時間で結願することができる。そうした環境に恵まれ、子供たちや若者たちにも、手軽なハイキングコースとしても人気があり、都市よりも急激な少子高齢化が起こっている瀬戸内圏にあって、異彩を放っている。瀬居町と瀬居八十八箇所の歴史・文化・行事・歴史的社会的影響・地政学的な位置などに関しては、以下の書籍・資料に詳述されている。『坂出市史年表・資料編』（編者=香川県坂出市役所『坂出市史年表・資料編』編纂委員会、発行年=1988（昭和63）年）。坂出市教育委員会が推薦する瀬居町の2つの公立学校の正式記念誌である。

## 概要
四国八十八箇所の縮図版・凝縮版である。四国・瀬戸内海圏の島々や地方に残存する、いわゆる「島四国（しましこく）」「島遍路（しまへんろ）」のひとつ。瀬居八十八箇所は、このような小さな島四国のひとつに過ぎないが、注目すべき諸点がいくつか見られる。
第1点目は、単なる田舎の住民有志の民間伝承といった類のものではなく、地元の公立学校の公式行事・公式科目となっているという点である。学校の運動場をこの行事のために開放して接待用のテントを張り、幼い生徒たちがお遍路さんたちに「お接待」をしたり、インタビューやアンケート調査をしたりすることは、伝統的に香川県坂出市立瀬居小学校・中学校両校の公式行事、野外学習の必須科目となっており、幼い子供たちからお接待を受けるのがお遍路さんたちの楽しみのひとつとなっている 。
第2点目は、地政学的な優位性である。同霊場は、瀬戸大橋や三菱ケミカル坂出工場などの大企業群が連なる番の州臨海工業団地に隣接し、交通の便がよく、乗船料金や有料道路料金を支払うことなく、現在、八十八箇所遍路（お遍路さん、八十八ヶ所遍路参拝者）がバスや乗用車やオートバイで直接駆けつけられるほとんど唯一の島四国である。時の話題にもなった本四国霊場開創1200周年、日本で最初の国立公園瀬戸内海80周年の節目を迎えた2014年は、例年より多くの参拝者、観光客があった。2018年以降は、むしろ本四国八十八箇所の世界遺産登録に向けての下支えの一員となることが望まれている。

### 春の大師市
- 開催日：毎年春、4月29日、昭和の日（国民の祝日）早朝6時頃から午後3時頃まで開催されている。（遍路に要する時間は3時間前後）。

具体的には、大師市の写真集などが、本ウィキペディア記事の末尾の外部リンク「瀬居八十八ヶ所サイト」および「坂出市立瀬居小学校創立百周年記念誌サイト」に掲載されている。

### 世界文化遺産候補「四国八十八箇所」と島四国との関係
弘法大師空海が創始したと伝わる四国八十八箇所は、2014年、開創1200周年の節目を迎えた 同霊場は、世界文化遺産の有力候補のひとつとして、世界的にも脚光を浴びつつある。四国八十八箇所のゴールである高野山金剛峰寺は、2010年には既に先行して世界文化遺産に正式登録されている。
しかし、この四国八十八箇所の縮図版・凝縮版が「島四国」として歴史的・伝統的に存在し、21世紀の現在も活発に開催されているということは、あまり知られていない。戦前には数多く存在した大小の八十八箇所（島四国、島遍路）も、近年、瀬戸内海圏の島々の急激な人口減少、少子高齢化、過疎化、寺院や石仏の老朽化などの社会的物理的要因により、衰退している所が多い。なかには、すでに島四国という文化そのものが消滅してしまったところも少なくない。

## 瀬居八十八箇所の歴史

### 開創時期
本遍路霊場の創始時期については、時系列的に、江戸時代説、明治時代説、大正時代説など諸説がある。石碑や文献で見る限り、江戸時代に本遍路霊場に先立って、西国三十三観音瀬居版が存在し、1916年（大正5年）3月28日、清道寺（四国三十三観音霊場第三十一番札所。高野山真言宗の寺院で本尊は阿弥陀如来。1880年創建。）住職を導師として、15名の僧侶が開眼供養を挙行している。この大正五年以降も、開眼供養月の3月に坂出市内外から参拝者が相次ぎ、これが後の「春のお大師市」発展の礎となった。。

### 衰退と発展
本遍路霊場も、昭和30年代にはほかの多くの島四国と同様、衰退の途にあったが、その衰運を止め、逆に興隆に向かわせた契機は2つある。1つ目は、1968年（昭和43年）9月、香川県坂出市沖の番の洲が埋め立てられ、番の州臨海工業団地（番の州コンビナート）が誕生し、それまで島であった瀬居島と沙弥島が四国と陸続きになったことである。1982年12月西浦集落の山の中腹にある本遍路霊場の中心、弘法大師堂も新築再建された。2つ目は1988年4月10日、瀬戸大橋が開通したことである。同日の開通式には当時の総理大臣や皇太子夫妻（現在の天皇・皇后）らが臨席し、盛大に祝賀会が行われた。番の州コンビナートの誕生と瀬戸大橋の開通というこの二つの大きな出来事を契機に、観光客や参拝客が増え、さびれかけていた本遍路霊場は大きく発展していった。「島遍路」として毎年２千人以上の人が訪れるという。「島遍路お疲れさま／中学生お菓子で接待」（四国新聞2010年5月5日付朝刊より）

### 今後の展望と課題
かつて2014年には、本四国霊場開創1200周年、瀬戸内海国立公園80周年という年柄が重なり、参拝者の増加があった。しかし、今後は、瀬戸大橋効果の衰退や少子高齢化などの時代の流れを反映して、徐々に衰退してゆくものとみられる。四国八十八箇所が世界文化遺産に正式登録された場合でも、一過性のブームに終わらないように、坂出市・香川県・国の行政レベルでの十分な対応が必要であろう。また、本四国八十八箇所は、世界遺産への登録をめざす動きが四国にはあり、2006年11月、文化庁に対して「四国八十八箇所霊場と遍路道」の「暫定リスト」への登載を求め、要望書を提出した。また、。しかし、世界遺産への登録申請は、世界遺産への登録申請は、本四国八十八箇所だけを局所的に取り上げるのではなく、小豆島八十八箇所霊場をはじめ淡路島・伊予大島・粟島・伊吹島・塩飽諸島などに広くみられる歴史的文化、環瀬戸内海文化圏全体をその対象とすべきであろう。

## 瀬居八十八箇所霊場一覧
本霊場の中心地は、郵便番号762-0067、香川県坂出市瀬居町西浦大師堂（かがわけん・さかいでし・せいちょう・にしうらだいしどう）、同瀬居町本浦大師堂。
札所名（寺名、山号寺号）は本四国八十八箇所とまったく同じであり、かつ札所の地図上の東西南北の方位方角も、本四国にある札所の方角とほぼ同じ方角に位置する。札所は、第一番札所から順に、次の通りである。
（1）霊山寺、（2）極楽寺、（3）金泉寺、（4）大日寺、（5）地蔵寺、（6）安楽寺、（7）十楽寺、（8）熊谷寺、（9）法輪寺、（10）切幡寺、（11）藤井寺、（12）焼山寺、（13）大日寺、（14）常楽寺、（15）国分寺、（16）観音寺、（17）井戸寺、（18）恩山寺、（19）立江寺、（20）鶴林寺、（21）太竜寺、（22）平等寺、（23）薬王寺、（24）最御崎寺、（25）津照寺、（26）金剛頂寺、（27）神峰寺、（28）大日寺、（29）国分寺、（30）善楽寺と安楽寺、（31）竹林寺、（32）禅師峰寺、（33）雪蹊寺、（34）種間寺、（35）清滝寺、（36）青竜寺、（37）岩本寺、（38）金剛福寺、（39）延光寺、（40）観自在寺、（41）竜光寺、（42）仏木寺、（43）明石寺、（44）大宝寺、（45）岩屋寺、（46）浄瑠璃寺、（47）八坂寺、（48）西林寺、（49）浄土寺、（50）繁多寺、（51）石手寺、（52）太山寺、（53）円明寺、（54）延命寺、（55）南光坊、（56）泰山寺、（57）栄福寺、（58）仙遊寺、（59）国分寺、（60）横峰寺、（61）香園寺、（62）宝寿寺、（63）吉祥寺、（64）前神寺、（65）三角寺、（66）雲辺寺、（67）大興寺、（68）神恵院、（69）観音寺、（70）本山寺、（71）弥谷寺、（72）曼荼羅寺、（73）出釈迦寺、（74）甲山寺、（75）善通寺、（76）金倉寺、（77）道隆寺、（78）郷照寺、（79）高照院、（80）国分寺、（81）白峰寺、（82）根香寺、（83）一宮寺、（84）屋島寺、（85）八栗寺、（86）志度寺、（87）長尾寺、（88）大窪寺。。

赤い部分が坂出市。左上の海に突き出した半島状の部分が番の州臨海工業団地で、その右先端が瀬居町にあたる。
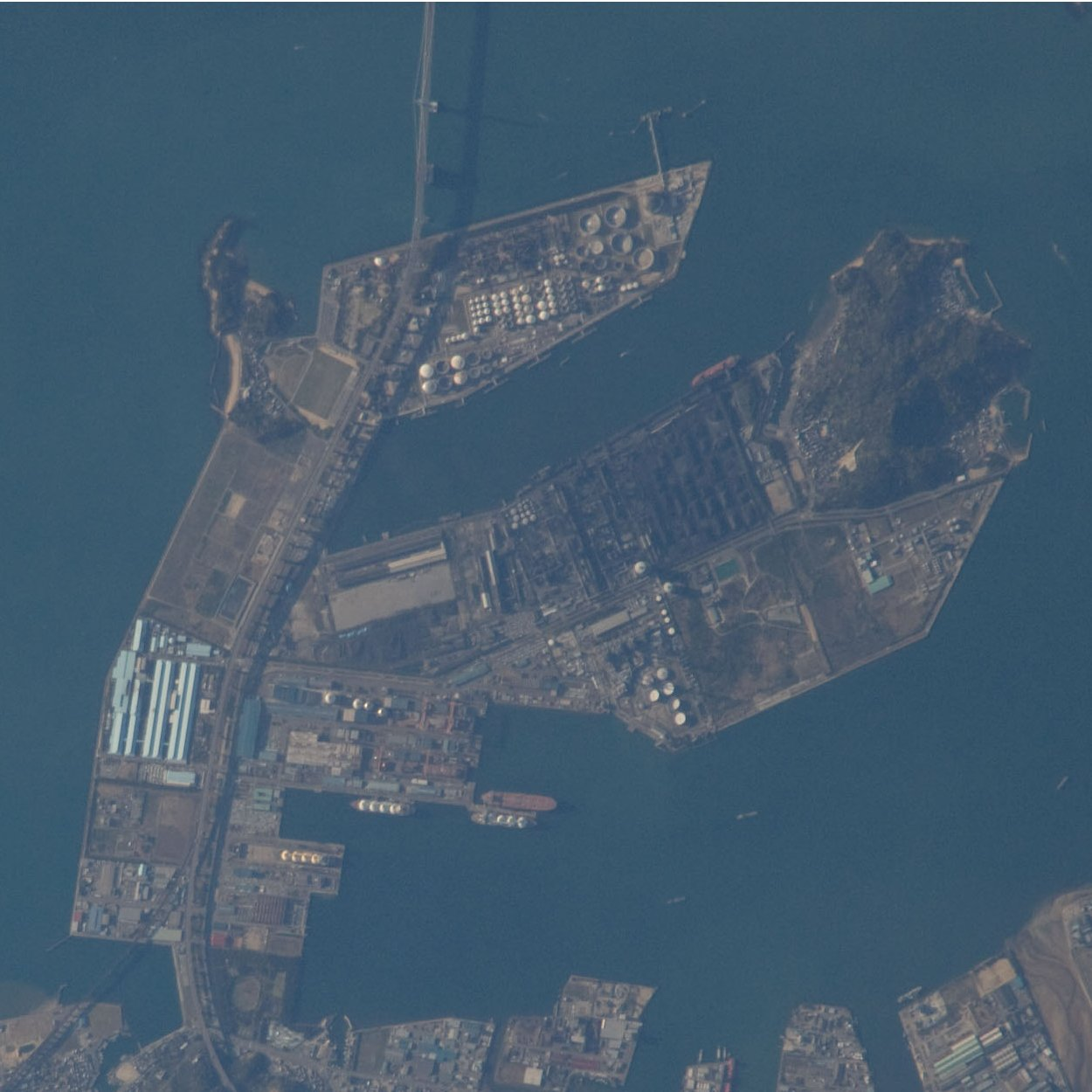
2009年4月9日に国際宇宙ステーションから撮影された番の州臨海工業団地。右側端に見える部分が瀬居町（元の瀬居島）にあたる。